# Плауе
Плауе (нім. Plaue) — місто в Німеччині, розташоване в землі Тюрингія. Входить до складу району Ільм. Складова частина об'єднання громад Оберес-Гераталь.
Площа — 18,19 км2. Населення становить 1978 ос. (станом на 31 грудня 2021).

## Галерея

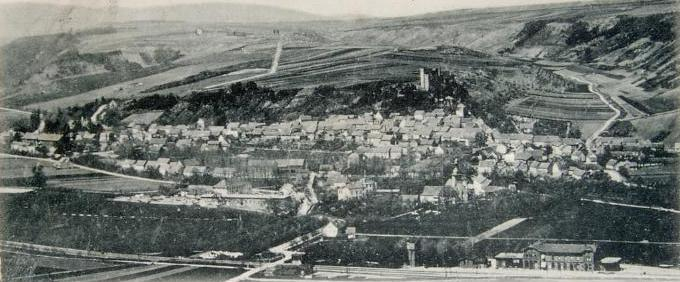
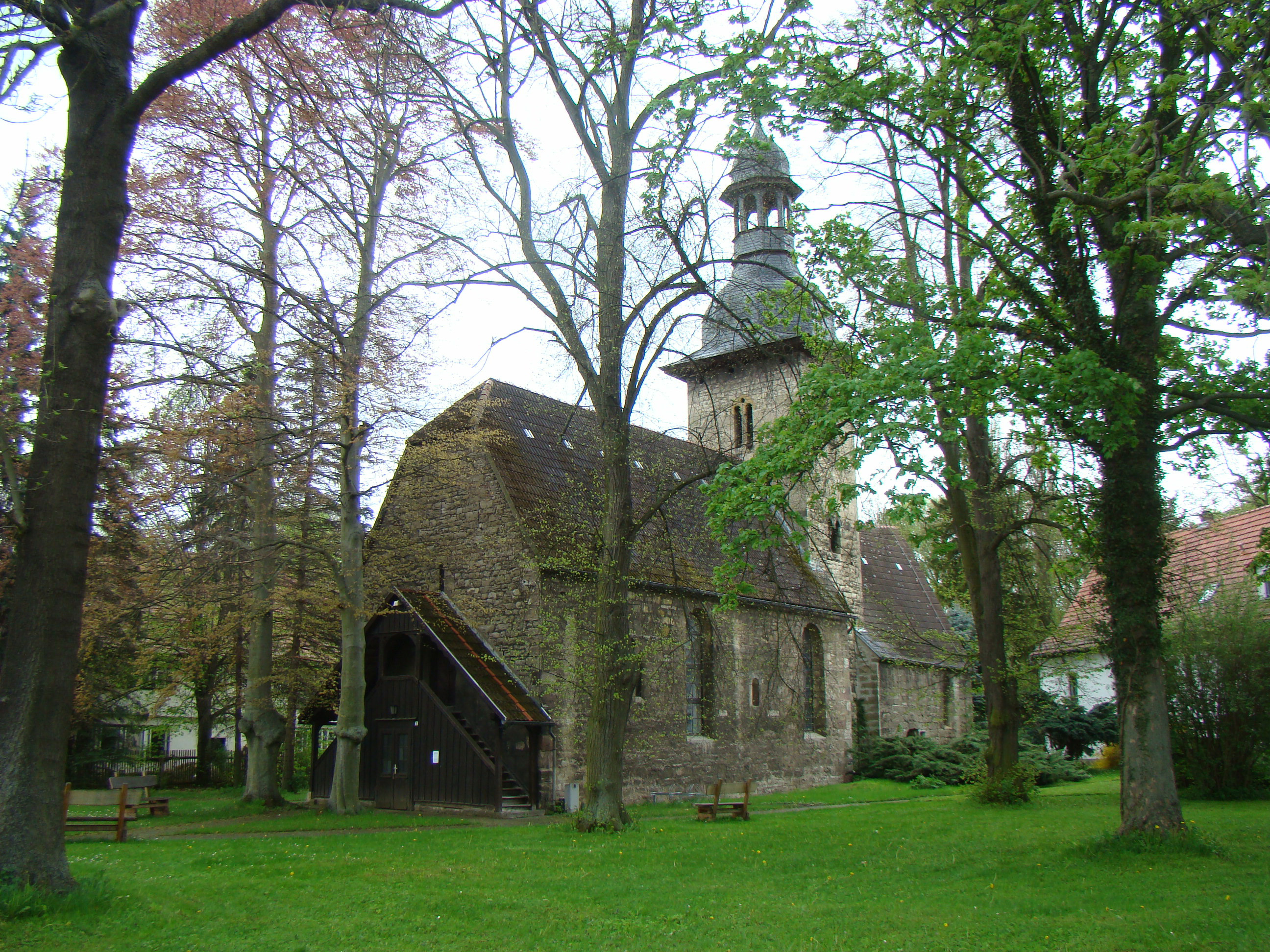
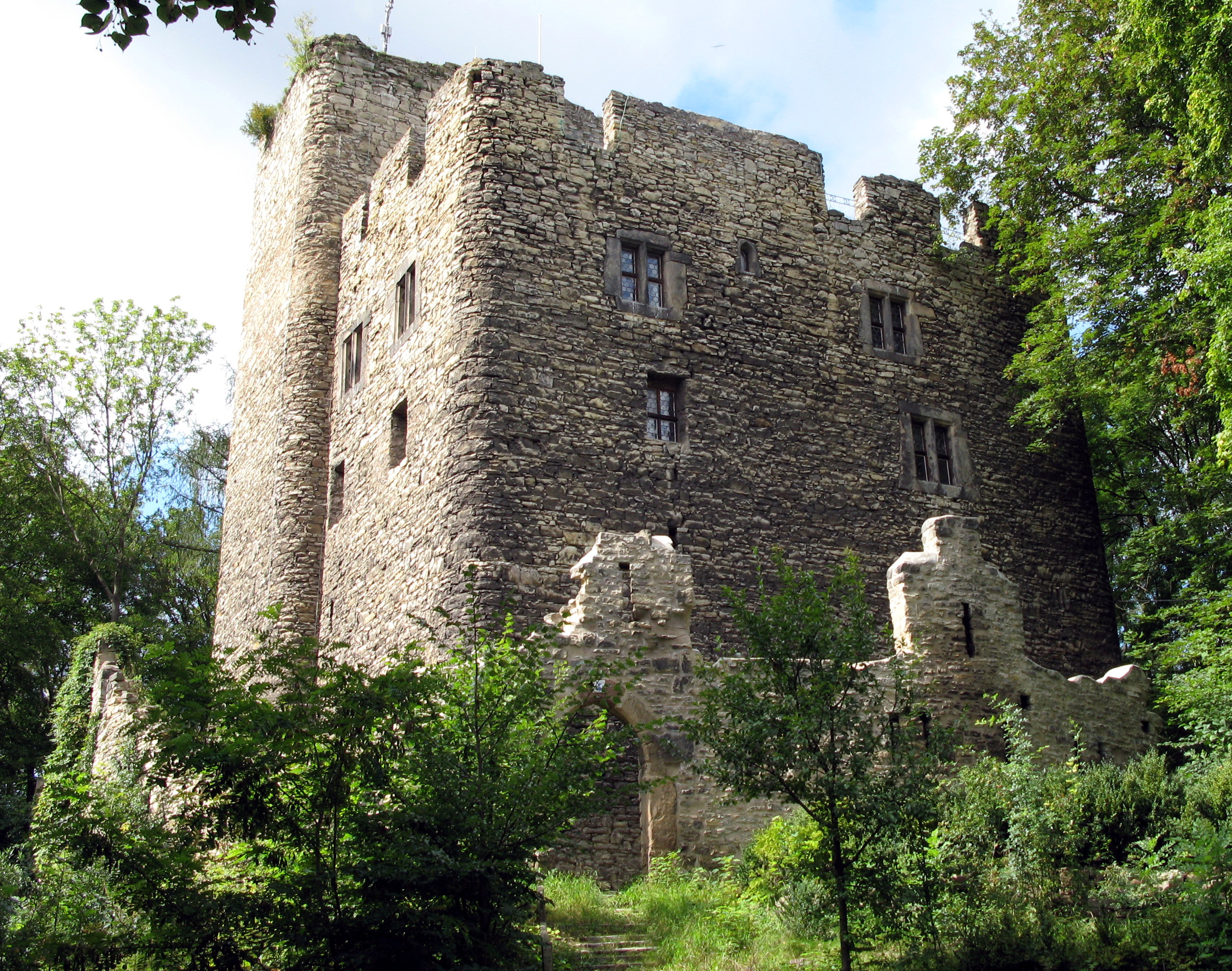
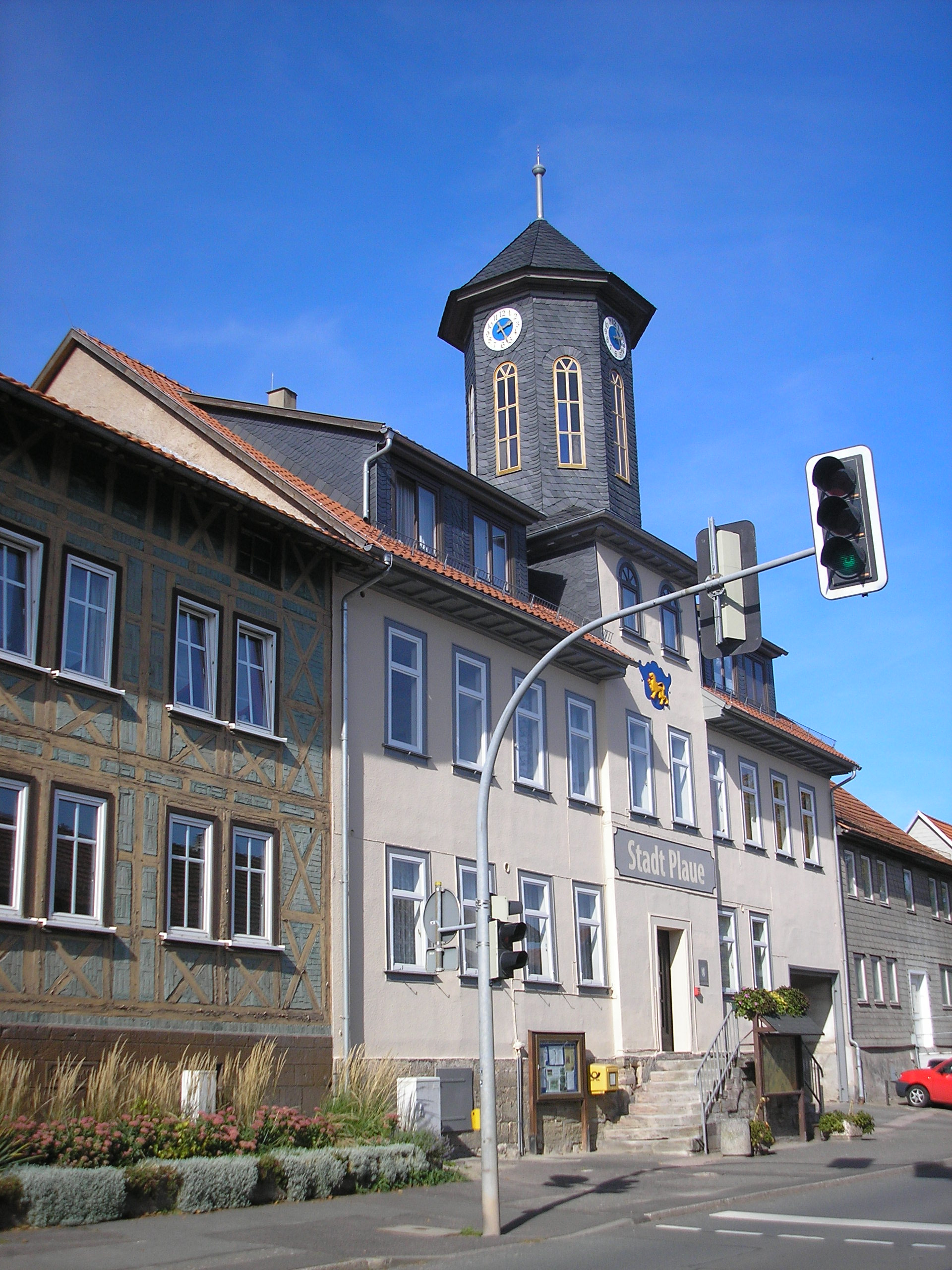
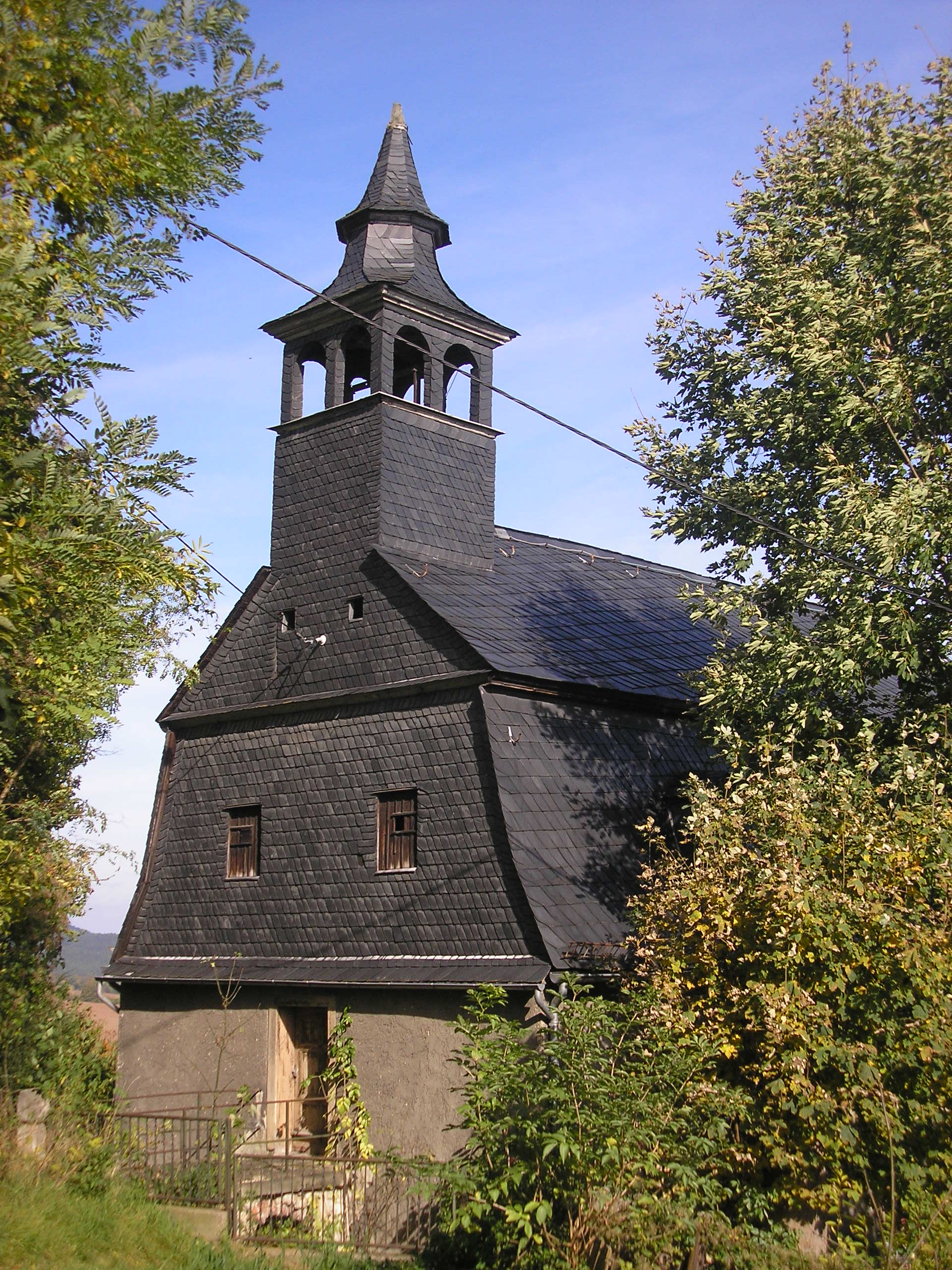
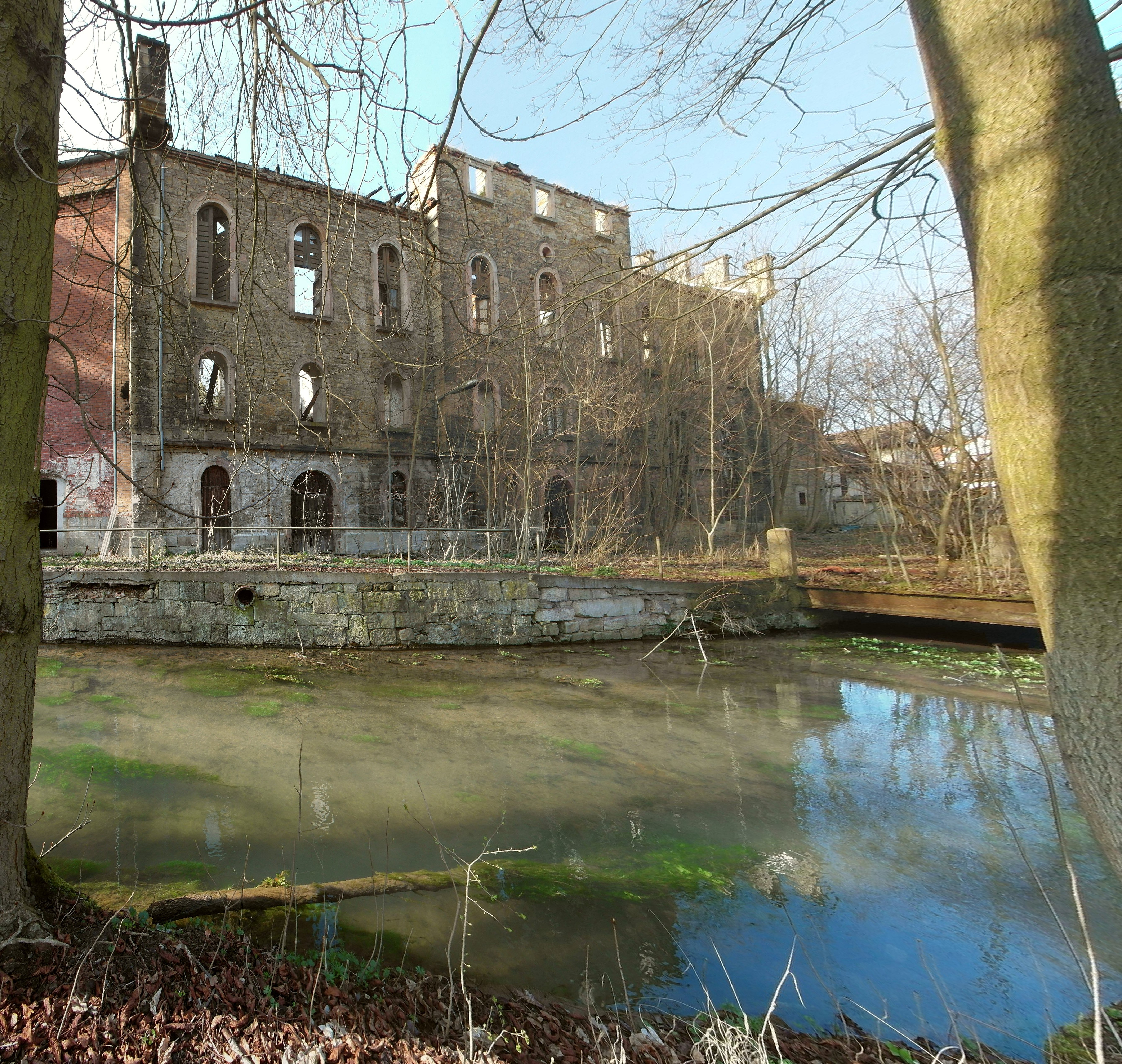